# Reiko Brockelt
Reiko Brockelt (* 8. August 1971 in Löbau) ist ein deutscher Jazzsaxophonist.

## Leben
Reiko Brockelt besuchte mit 14 Jahren die Spezialschule für Musik in Halle/Saale, an der er u. a. im Fach Klarinette unterrichtet wurde. Nach dem Abschluss dieser Schule begann er ein Jazzsaxophon-Studium an der Leipziger Hochschule für Musik und Theater „Felix Mendelssohn Bartholdy“, das durch ein intensives Orchesterstudium Klarinette und ein Pädagogikstudium ergänzt wurde.
1992 wirkte er im Bundes-Jugend-Jazzorchester, geleitet von Peter Herbolzheimer, mit. Eine Reise mit dem German Music Exchange führte ihn nach Mississippi. In den nachfolgenden Jahren arbeitete er als 1. Altist und Dozent in verschiedenen Jugend-Jazzorchestern. 1997 stand Reiko Brockelt mit der Jugend-Allstar-Bigband des Hessischen Rundfunks unter Leitung von Bob Mintzer auf der Bühne. 1998 gewann er zusammen mit David Timm als „JazzDuo Timm/Brockelt“ das Leipziger Jazz-Nachwuchsstipendium der Marion-Ermer-Stiftung. Im Jahr 2000 gastierte er mit dem Gustav Mahler Chamber Orchestra in Ferrara (Italien). 2005 gab er Konzerte mit Nigel Kennedy (N.K. Jazz Project). Außerdem gastierte Reiko Brockelt zum „Bachfest Leipzig“, zu den „Internationalen Händelfestspielen“ in Halle/Saale, den „Universitätsmusiktagen Leipzig“, dem „MDR Musiksommer“, beim 2. Internationalen Jazzfestival „Jazz & Pipe Organ“ in Chelyabinsk, Russland, sowie beim Internationalen Jazzfestival in Kaliningrad. 2006 führten ihn seine Reisen nach Russland und England. 2007 gastierte er zum „Internationalen Kirchenmusikfestival“, in Oslo, Norwegen. In den Folgejahren spielte er auf zahlreichen internationalen Klassik- und Jazzfestivals.
Seit 2006 leitet Reiko Brockelt die Bigband der Universität Leipzig. Im September 2006 gründete er die „Leipziger Saxofonschule“. 2009 gründete Reiko Brockelt den gemeinnützigen Verein „Kids Jazz L.E.“. Seit 2011 leitet er die „Leipziger Bandschule.“
Trotz seiner Erfolge auf verschiedenen musikalischen Gebieten gilt Brockelts vorrangige Neigung vor allem dem Jazz.